# روز عبدو
روز ماري عبدو (بالإنجليزية: Rose Marie Abdoo) مواليد 28 نوفمبر، 1962 ممثلة وكوميدية أمريكية، من أصول لبنانية ودومينيكانية.

## وصلات خارجية
- روز عبدو على موقع IMDb (الإنجليزية)
- روز عبدو على موقع أول موفي (الإنجليزية)
- روز عبدو على موقع قاعدة بيانات الفيلم (الإنجليزية)